# Organizační složka
Organizační složka je organizační útvar, který je do jisté míry organizačně samostatný, ale nemá vlastní právní subjektivitu. 

## Některé typy organizačních složek
- organizační složka státu
- organizační složka obce (liší se od příspěvkové organizace)
- organizační složka kraje
- organizační složka podniku, například odštěpný závod
- organizační složka zahraniční právnické osoby
- organizační složka spolku (liší se od pobočného spolku, která má vlastní subjektivitu)